# Strada provinciale 44 Bassa Bolognese
La strada provinciale 44 Bassa Bolognese è una strada provinciale italiana della città metropolitana di Bologna.

## Percorso
Ha inizio poco a sud di San Giorgio di Piano dalla SP 4, vicino all'innesto della SP 42 su questa. Viaggiando in direzione est attraversa Bentivoglio e, in seguito, incrocia la SS 64 nel comune di Malalbergo. La provinciale termina quindi nella SP 5 all'interno del paese di Minerbio.